# Манукян Геворг Хачикович
Гево́рг Хачикович Манукя́н — український боксер-аматор вірменського походження. Срібний призер Європейських ігор (2015), бронзовий призер чемпіонату світу (2015), чемпіон України (2014). Брав участь у Всесвітній серії боксу протягом сезону 2015—2016, у складі команди Українські отамани.

## Аматорська кар'єра
2011 року Геворг Манукян став срібним призером молодіжного чемпіонату Європи.
2014 став чемпіоном України.
На Європейських іграх 2015 завоював срібну медаль. На шляху до фіналу здолав чотирьох суперників, а на фінальний бій не вийшов через ушкодження.
На чемпіонаті світу 2015 завоював бронзову медаль.
- В 1/8 фіналу переміг Ігоря Якубовського (Польща) — 3-0
- У чвертьфіналі переміг Василя Левіта (Казахстан) — 3-0
- У півфіналі програв Євгену Тищенко (Росія) — 0-3

Не зумів пройти кваліфікацію до Олімпійських ігор 2016.

## Бої у лізі WSB
| Результат | Рекорд | Команда         | Суперник        | Спосіб   | Дата           | Місце | Примітки | Відео                                                                                           |
| --------- | ------ | --------------- | --------------- | -------- | -------------- | ----- | -------- | ----------------------------------------------------------------------------------------------- |
| Перемога  | 1-0    | «Команда Росії» | Сергій Калчугін | WP (3:0) | 17 квітня 2015 | Київ  |          | link=https://www.youtube.com/watch?v=kLW8L-lT31A [Архівовано 12 лютого 2016 у Wayback Machine.] |

## Спортивні досягнення

### Міжнародні аматорські
- 2015 —  Срібний призер I Європейських ігор у важкій вазі (до 91 кг)
- 2015 —  Бронзовий призер чемпіонату світу у важкій вазі (до 91 кг)

### Регіональні аматорські
- 2014 —  Чемпіон України у важкій вазі (до 91 кг)
- 2013 —  Бронзовий призер чемпіонату України у важкій вазі (до 91 кг)